# Sociální stigma
Sociální stigma je označení pro specifický rys osobnosti člověka, který může být okolím chápán jako nežádoucí. Na základě tohoto rysu je jedinec vyloučen ze společnosti, ve které se nachází.
Nežádoucím rysem nejčastěji bývá tělesné znetvoření, duševní porucha, rasa, náboženství či sexuální orientace.

## Popis
Sociální stigma vzniká pod vlivem vnějšího okolí. Představuje nesplnění požadavků, představ nebo očekávání společnosti. Stigmatem může být jakýkoliv výraz odlišnosti jedince od určité sociální skupiny.
Jedinec se stigmatem může být vystaven opovržení, posměchu, urážkám nebo dokonce fyzickému násilí. K projevům dochází i na straně jedince, který se snaží přizpůsobit svému okolí tím, že se snaží změnit svůj vzhled, chování či sociální status.
Jedinci, kterým se nepodaří zbavit stigmatu přisouzeného okolím, trpí pocitem méněcennosti, depresemi a v nejhorších případech mohou spáchat sebevraždu.

## Hlavní teorie z pohledu sociologů

### Erving Goffman
Americký sociolog Erving Goffman se tomuto tématu široce věnoval a napsal o něm i knihu Stigma. Definoval ho:
Jev, kde je jedinec s určitou vlastností, která je odsouditelná společností, kde se nachází, odsouzen na základě této vlastnosti. Stigma je právě ten proces, kdy reakce ostatních naruší jeho normální identitu.
Typy stigmat
Ervin Goffman rozlišuje 3 základní typy stigmat:
1. Tělesné – znetvoření
2. Charakterní vady – slabá vůle, nepoctivost, dominantní  vášně ale také duševní poruchy, alkoholismus,  homosexualita, nezaměstnanost
3. Kmenová stigmata – rasy, náboženství, národa

#### Stigmatizovaný, normální a zasvěcení
Goffman také rozděloval vztah ke stigmatu do tří kategorií
1. Stigmatizovaní jsou ti, kdo na sobě nesou stigma. Mohou být též označování jako "našinci". Jsou společností odloučeni, opovrhování a lidé se s nimi nebaví. Jsou také diskriminování, uráženi a mohou být občas na základě svého stigmatu i vražděni.
2. Normální jsou ti, kteří stigma nemají. Stigmatizující jedinci to často mohou dělat pro zlepšení své pozice – zvýšení sebevědomí, kdy vidí, že oproti stigmatizovanému na tom nejsou špatně. To může vést ke zlepšení jejich relativního pocitu štěstí.[8]
3. Zasvěcení jsou takoví lidé, kteří patří mezi normální, ale zároveň jsou akceptování stigmatizovanými. Mezi takové lidi mohou patřit lékaři a sestřičky, ale i členové rodiny.

Goffman také dodává, že je potřeba vzít v úvahu různé situace, ve kterých se vyskytneme. Kdokoliv může být v rozdílných situacích jak stigmatizovaný, tak "normální". Udává ve svém díle příklad, že občas mohou na sobě nést stigma černí obyvatelé mezi bílými, ale může tomu být i naopak.
Popsal také, že může existovat "pozitivní stigma", například příliš hubený, bohatý, chytrý.
Sociální psychologové 21. století soudí, že stigmatizace a stereotypy je normálním projevem poznávacích schopností (a jejich limitů), ale také zkušeností a sociálních informací jednotlivých jedinců.

### Émile Durkheim
Francouzský sociolog byl prvním, který se sociálním stigmatem zabýval (už v r. 1895). Napsal o něm:
Představte si společnost svatých, perfektní klášter ukázkových osobností. Zločiny nebo deviace by zde byly neznámé. Ale odchylky, které by se nezasvěceným zdály malé, by zde způsobily stejný skandál jako obyčejný přestupek mezi obyčejnou společností. Pokud pak, tato společnost má moc odsuzovat a trestat, definuje takové akty jako kriminální nebo deviantní, a bude se k nim stejně tak chovat.

### Gerhard Falk
Německý sociolog a historik o něm napsal:
Všechny společnosti budou vždy stigmatizovat některé stavy a nějaké způsoby chování, protože to členy spojuje, pokud rozlišují mezi "outsidery" a "insidery".

## Sociální stigma v průběhu času

### Řím
Všeobecně rozšířená stigmata se vyskytovala již ve starověkém Římě a stigmatizované skupiny byly za své negativně vnímané vlastnosti či jednání trestány. Například osoba označená za marnotratníka byla zbavena způsobilosti k právnímu jednání do té doby, než opět začala zacházet s rodinným majetkem společensky vhodným způsobem.
Existoval rovněž institut infamie (bezectnosti), který se jako následek recepce římského práva udržel ve středověké Evropě až do raného novověku. Mohl postihnout každého, kdo sobě nebo své rodině přivodil újmu na cti. Jednalo se o formu stigmatizace v tom smyslu, že dotyčná osoba ztrácela úctu a společenské postavení, se kterým se pojila mnohá občanská práva. Takto postihovat bylo možno například svobodnou ženu udržující intimní styk s otrokem, pachatele loupeží, podvodů nebo vykonavatele určitých povolání (herci a prostitutky).

### Evropa
Ve středověké Evropě bujela stigmata spojovaná s náboženským vyznáním. Zářným příkladem je nenávist vůči Židům, kteří byli uzavírání do ghett a stávali se oběťmi pogromů. Toto stigma pramení z nesčetných pověr o židovské zlomyslnosti, lakotě a krvavých rituálech. Židé byli podezíráni z trávení studní, rituálních vražd, snah o ovládnutí světa a byla jim připisována vina za smrt Ježíše Krista; podobná nařčení fungovala jako ospravedlnění utlačování a stigmatizace Židů, jejich kultury a náboženství. Antisemitismus se stal součástí oficiálního programu Třetí říše v podobě Norimberských zákonů, které Židy otevřeně diskriminovaly a kriminalizovaly kontakt s nežidovským obyvatelstvem. Stigma bylo ještě prohloubeno odlišením Židů žlutou hvězdou, jejíž nošení se stalo symbolem jejich méněcennosti.
Během průběhu křižáckých výprav byli křesťané rovněž nabádáni k nenávisti k vyznavačům islámu, o nichž neměli takřka žádné informace z jiného než zaujatého zdroje poplatného politické agendě. Církevní a státní propagandě se podařilo vytvořit silné stigma, přestože většina obyvatel se nikdy s žádným muslimem ani nesetkala.
Stigma se poutá i k různým nemocem, čemuž napomáhala i středověká křesťanská a islámská filosofie názorem, že nemoc je Božím trestem za hříchy. Nemocní byli proto považováni za nečisté osoby zasluhující si potrestání. Příkladem jsou malomocní, kteří byli během vrcholného středověku nuceni pobývat v institucích zvaných leprosárium, kde byli zcela izolováni od zbytku světa. Lepra byla obávanou nemocí, protože způsobuje viditelné trvalé následky (zohyzdění kůže), byla nevyléčitelná a považována za prudce nakažlivou.

### USA
S rozvojem námořních objevů počínaje patnáctým stoletím souvisí kontakt s odlišnými kulturami a etnicitami, z čehož pramení další důvody pro stigmatizaci. Do USA byli z Afriky ve velkém importováni černoši za účelem otrocké práce a bílým obyvatelstvem byli považováni za podřadné a nerovnoprávné osoby. Vedle jiných právních omezení kupříkladu platilo manželství mezi příslušníky rozdílných ras za protiústavní až do roku 1967 a takové vztahy byly společensky zcela nepřijatelné. K černošskému obyvatelstvu se vztahovalo nesčetné množství předsudků a černošské komunity se stávaly terčem nenávistných organizací typu Kukluxklan. Dvacáté století proběhlo v duchu zrovnoprávnění všech etnicit, nicméně ne všechny projevu rasismu a stigmatizace menšin se podařilo odstranit.
Během druhé světové války se v USA vzedmula obrovská vlna nepřátelství vůči válečnému protivníkovi Japonsku, někdy označovaná jako Yellow Peril (žlutá hrozba). Nenávistná nálada se projektovala do utlačování občanů japonského původu. Na spontánně vzniklé stigma reagovala vláda opresivními opatřeními, tito lidé byli vyháněni z domovů do internačních táborů, kde byli nuceni žít odděleně od zbytku společnosti. Tato opatření měla značnou lidovou oporu a v americké společnosti se odpor vůči Japoncům udržel i dlouho po konci druhé světové války.
Spojenými státy ve dvacátém století otřásly takzvané Red Scares (rudé paniky). Jednalo se o obavy pramenící z vývoje v Sovětském svazu, konkrétně z důsledků Říjnové revoluce a nástupu komunismu. První vlna trvala 2 roky počínaje rokem 1918. Vliv SSSR vzbuzoval ve společnosti strach ze sovětských špionů usilujících o destabilizaci a rozložení státu, zavedení bolševismu a následně anarchie. Lidé podezřelí ze sympatizování se Sovětským svazem byli udáváni, protizákonně zatýkáni, vyslýcháni a vyhošťováni. Začátek druhé vlny se překrývá s počáteční fází Studené války. Sociální stigma se týkalo symbolů spojovaných s komunismem či Ruskem, levicově zaměřených politických názorů nebo pouhé kritiky USA.

### Homosexualita
Dlouhou historii má stigmatizace homosexuality, která hojně přežívá dodnes. V roce 2014 je homosexuální vztah v 54 zemích oficiálně odsuzován a mnohdy se jedná o trestný čin.

### HIVaAIDS
Kvůli epidemii v roce 1980 se vytvořil ve společnosti také strach z nakažených virem HIV. Příčinami může být nevyléčitelnost, či okruhy lidí, ve kterých se vir HIV vyskytoval, např. homosexuálové nebo sexuální pracovníci, kteří ve společnosti často mají podobné stigma.

## Primární stigma
Termín primární stigma označuje negativní reakce okolí na jedince nosící určité stigma. Toto stigma může být příčinou diskriminace či vyloučení stigmatizovaného jedince ze společnosti. Tento koncept je často diskutován v kontextu duševního zdraví, postižení a dalších stigmatizovaných stavů.
Primární stigma rovněž může být příčinou dalších druhů stigmatu, například sekundárního nebo internalizovaného. Primární stigma může vést jednotlivce k vyhýbání se hledání pomoci, pokud očekávají, že budou ostatními diskriminováni a znehodnocováni. Než lidé provedou nějaké chování, osvojí si perspektivu zobecněného druhého prostřednictvím procesu přebírání rolí. Ze strachu z negativních reakcí okolí tedy raději přizpůsobují své chování, než aby si vyhledali dostupnou pomoc.

## Sekundární stigma
Sekundární stigma je označení jevu, při kterém se část stigmatu člověka jím trpícího přenáší na druhého člověka. Dochází k tomu prostřednictvím jeho zasvěcení do tajného života stigmatizovaného a sympatizujícího s ním. Sekundární stigmatizací jsou nejčastěji zasaženi rodinní příslušníci, přátelé nebo pečovatelé starající se o lidi se stigmatem. Nejčastěji profesionálové v oblasti duševního zdraví. Jedním z hlavních aspektů sekundárního stigmatu je rozpad sociálních vazeb mezi stigmatizovaným jedincem a širší komunitou.  Sekundárně stigmatizovaným pak nezbývá nic jiného než se pokoušet stigmatizaci, kterou společenským připsáním získali, vlastními silami zvládnout. Činí tak ve svém vlastním zájmu, ale také v zájmu primárně stigmatizovaných jedinců, se kterými jsou spojeni, aby je mohli v budoucnu účinně podporovat i nadále.

## Self-stigma
Self-stigma neboli internalizované stigma je jedním z psychologických dopadů stigmatu. Označuje jev, kdy postižení jedinci přejímají negativní přesvědčení a pocity, asociované s jejich vlastním stigmatem, a začnou jim sami věřit. Tato sebe diskriminace může zapříčinit, že se osoba začne izolovat. Když si člověk internalizuje své negativní stereotypy, může to mít negativní emocionální účinky. Důsledkem může být snížení sebeúcty a další doprovodné psychické potíže, jako deprese nebo úzkost. Stejně jako veřejné stigma má self-stigma kognitivní, afektivní a behaviorální složky a působí jak na explicitní, tak na implicitní úrovni.